# Electric Barbarella
Electric Barbarella è un singolo del gruppo pop rock britannico Duran Duran, pubblicato nel 1997 come secondo estratto dall'album Medazzaland.
Electric Barbarella è un evidente omaggio al film del 1968 di Roger Vadim Barbarella con protagonista Jane Fonda. Dalla stessa pellicola, prendendo ispirazione dal nome del "cattivo" del film, lo scienziato Durand Durand, la band ha anche preso il suo nome.

## Singolo
Il singolo Electric Barbarella fu pubblicato, il 16 settembre, solo negli Stati Uniti, raggiungendo la posizione numero 52 nella Billboard Hot 100 il 1º novembre.
In un secondo momento Electric Barbarella venne pubblicato anche nel Regno Unito, nel gennaio 1999, a poco più di un anno dalla sua uscita negli Stati Uniti, riuscì a raggiungere in classifica la posizione numero 23.

## Tracce
7" Capitol / S7-724381972175 (U.S.)
1. Electric Barbarella (album version) - 5:15
2. Out of My Mind (album version) - 4:16

CD Capitol / C2 7243 8 58674 0 8 (U.S.)
1. Electric Barbarella (album version) - 5:15
2. Electric Barbarella (Tee's Club mix) - 5:41
3. Electric Barbarella (All Fired Up mix) - 7:09
4. Out of My Mind (Perfecto mix) - 5:51
5. Sinner and Saint - 4:06
6. Electric Barbarella (Video - director's cut) - 4:50

CD EMI / CD ELEC 2000 (UK)
1. Electric Barbarella (Edit) - 4:15
2. Girls on Film (Tin Tin Out Radio mix) - 4:51
3. Electric Barbarella (Tee's Radio Mix) - 4:05

- Pubblicato nel novembre 1998
- Pubblicato anche su MC - TC ELEC 2000

12" Capitol / Y 7243 8 58674 1 5 (U.S.)
1. Electric Barbarella (Tee's Club mix) - 5:54
2. Electric Barbarella (Tee's Dance mix) - 6:16
3. Electric Barbarella (All Fired Up mix) - 7:12
4. Electric Barbarella (Barbarella Bonus Beats) - 4:49

12" EMI / 12 ELEC 2000 (UK)
1. Electric Barbarella (Tee's Club Mix) - 5:54
2. Electric Barbarella (Electric Sex mix) - 5:02
3. Girls on Film (Salt Tank Mix) - 6:27

- Pubblicato nel novembre 1998

12" Capitol / SPRO 12098 (U.S.)
1. Electric Barbarella (Tee's Club Mix)
2. Electric Barbarella (Tee's Speed Dub)
3. Electric Barbarella (Tee's Dance Mix)
4. Electric Barbarella (TNT In-House Mix)
5. Electric Barbarella (Tee's Capella)

12" Harvest / SPRO 7087 (U.S.)
1. Electric Barbarella (Electric Sex Remix)
2. Electric Barbarella (Electric Sex Instrumental)
3. Electric Barbarella (Americruiser Remix)
4. Electric Barbarella (Yo Shorty Americruiser Remix)

- US promo 12"

Digital Download
1. Electric Barbarella (Internet-only mix) - 4:20 [Dom T. remix edit]
2. Electric Barbarella (Dom T Remix) - 7:08

CD Capitol / sampler (U.S.)
1. Electric Barbarella (edit)
2. Planet Earth
3. Save A Prayer
4. The Reflex
5. Come Undone
6. Is There Something I Should Know?
7. Too Much Information
8. Notorious
9. The Chauffeur [live from Arena]
10. Hungry Like The Wolf
11. A View to a Kill
12. Rio
13. Girls on Film
14. Ordinary World
15. Electric Barbarella (album version)

- US promo digi pack

## B-side
La B-side del singolo Electric Barbarella è un missaggio differente del precedente singolo Out of My Mind.

## Remixes
Anche se l'affermazione è controversa, il brano che conta numerosi remix disponibili anche in varie uscite promozionali, è stato indicato come la prima canzone in assoluto ad essere stata resa disponibile su internet per il download digitale a pagamento. Un remix esclusivo ad opera di Dom T fu reso disponibile per il download in USA al costo di 99 centesimi dalla compagnia Liquid Audio.

### Lista completa dei Remix
1. Electric Barbarella - 5:15
2. Electric Barbarella (edit) - 4:16
3. Electric Barbarella (Single edit) - 3:58
4. Electric Barbarella (Single edit - no solo) - 4:00
5. Electric Barbarella (The Electric Sex Remix) - 5:02
6. Electric Barbarella (The Electric Sex Instrumental Remix) - 5:04
7. Electric Barbarella (Russell Simins "Electric Sex Remix") - 5:11
8. Electric Barbarella (Russell Simins "Electric Sex Instrumental Remix") - 5:11
9. Electric Barbarella (The Americruiser Remix) - 6:08
10. Electric Barbarella (Eli Janney "Americruiser Remix") - 6:17
11. Electric Barbarella (Eli Janney "Yo Shorty Americruiser Remix") - 5:11
12. Electric Barbarella (The Yo Shorty Americruiser Remix) - 5:01
13. Electric Barbarella (Tee's Club Mix) - 5:54
14. Electric Barbarella (Tee's Dance Mix) - 6:03
15. Electric Barbarella (Tee's Speed dub) - 6:15
16. Electric Barbarella (Tee's radio edit) - 4:05
17. Electric Barbarella (Tee's Capella) - 2:11
18. Electric Barbarella (TNT In-House mix) - 5:12
19. Electric Barbarella (TNT radio mix) - 3:23
20. Electric Barbarella (All Fired Up mix) - 7:09
21. Electric Barbarella (Barbarella Bonus Beats) - 4:45

## Altre apparizioni
Oltre che su singolo, il brano appare anche negli album:
- Medazzaland (1997)
- Greatest (1998)

## Formazione
Duran Duran
- Nick Rhodes - tastiere
- Simon Le Bon - voce
- Warren Cuccurullo - chitarra, basso

Altri musicisti
- Anthony J. Resta - batteria

## Video
Il video musicale per il singolo Electric Barbarella è stato diretto dal fotografo Ellen Von Unwerth, e vede la presenza di una "bambola del sesso" in versione robot, interpretata dalla modella americana Myka Dunkle.

### Critica e censura
Il videoclip subì diversi tagli imposti dalla censura prima di ricevere l'approvazione per essere trasmesso su MTV o VH1; quando la versione del video censurato fu finalmente mandata in onda, ormai il singolo stava già perdendo posizioni nelle classifiche.